# Бекирова, Гульнара Тасимовна
Гульнара Тасимовна Бекирова (род. 21 февраля 1968, Мелитополь, Запорожская область) — украинский историк крымскотатарского происхождения, член украинского ПЕН-клуба.

## Биография
Родилась в Мелитополе. В 1994 году окончила Московский государственный историко-архивный институт. Преподавательница кафедры истории Крымского инженерно-педагогического университета (г. Симферополь). Защитила кандидатскую диссертацию на тему «Национальное движение крымскотатарского народа за возвращение на историческую Родину». Руководитель проекта «Толерантные учебники — толерантное общество».
Автор и ведущая программы «Тарих левхалари» («Страницы истории») на телеканале ATR (Симферополь). Главный редактор веб-проекта «Крым и крымские татары».
Выступила историческим консультантом фильма «Хайтарма».

## Публикации
2008
- Аятымнынъ унутылмаз левхалары : очерки, эссе / Б. Абдураман; терт. Г. Т. Бекирова, З. Бекирова. — Симферополь : Тезис, 2008. — 280 с. : портр. — (Миллий медениетимизнинъ эрбаплары = Деятели национальной культуры). — (на крымскотатарском языке)
- Во имя правды, чистой и святой: памяти Григория Матвеевича Александрова / сост. и общ. ред. : Г. Т. Бекирова. — Симферополь : Тезис, 2008. — 128 с.
- Крымские татары: 1941—1991. (Опыт политической истории) / Г. Т. Бекирова. — Симферополь : Тезис, 2008. — 480 с. :ил.
- Крымские татары / Г. Радде. ; археографич. подгот. текста и общ. ред. Г. Бекировой. — К. : Стилос, 2008. — 112 с.
- Вступительная статья / Г. Бекирова // Аятымнынъ унутылмаз левхалары : очерки, эссе / Б. Абдураман; терт. эт. Г. Т. Бекирова, З. Бекирова. — Симферополь : Тезис, 2008. — С. 9-13.
- Крымские татары; крымскотатарская община в Москве / Г. Т. Бекирова // Ислам в Москве : энциклопедический словарь / сост. и отв. ред. : Д. З. Хайретдинов. — Н. Новгород : Медина, 2008. — С. 125—128. — (Ислам в Российской Федерации ; Вып. 2).
- От составителя / Г. Т. Бекирова // Во имя правды, чистой и святой: памяти Григория Матвеевича Александрова / сост. и общ. ред. : Г. Т. Бекирова. — Симферополь : Тезис, 2008. — С. 3-7.
- Предисловие / Г. Т. Бекирова // Крымские татары / Г. Радде. ; археографич. подгот. текста и общ. ред. Г. Бекировой. — К. : Стилос,
- Роль Петра Григоренка у кримськотатарському національному русi / Г. Т. Бекірова // Генерал Петро Григоренко: спогади, статті, матеріали / упоряд. та передмова О. Обертаса. — К., 2008. — С. 85-102.

2011
- С тоской по родине… Судьбы крымских татар на Мелитопольщине / Г. Т. Бекирова. — Симферополь : Тезис, 2011. — 128 с.
- Толерантные учебники — толерантное общество / Г. Т. Бекирова, Э. Чубаров. — Симферополь : Тезис, 2011. — 128 с.

2012
- Політична мапа Криму: 2010—2011: процеси і тенденції / Ю. А. Тищенко, Г. Т. Бекірова, М.І. Капустін; за заг. ред. Ю. Тищенко ; Укр. незалеж. центр політ. дослідж. — К. ; Сімферополь : Україна, 2012. — 120 с.
- Депортація кримських татар як геноцид / Г. Т. Бекірова // Сучасні дискусії про Другу світову війну українських та зарубіжних істориків : зб. матеріалів вітчизняних та зарубіжних істориків. — Львов, 2012. — С. 93-99.
- Земельна проблема та спроби її вирішення в Криму / Г. Т. Бекірова // Політична мапа Криму: 2010—2011: процеси і тенденції. — К. ; Сімферополь : Україна, 2012. — С. 29-37.
- Основні події та тенденції в розвитку кримськотатарського національного руху, громадських і громадсько-політичних організацій кримських татар (серпень 2010 — жовтень 2011 року) / Г. Т. Бекірова // Політична мапа Криму: 2010—2011: процеси і тенденції. — К. ; Сімферополь : Україна, 2012. — С. 37-58.

## Книги
- Пол века сопротивления: крымские татары от изгнания до возвращения (1941—1991 годы). Очерк политической истории. Киев: Критика, 2017.
- Мустафа Джемилев: «На протяжении десятилетий голос крымских татар не был услышан…»: материалы к биографии, выступления, интервью, Киев: Стилос, 2014
- Крымские татары. 1941—1991 : (опыт политической истории). Симферополь: Тезис, 2008.
- Крымскотатарская проблема в СССР (1944—1991) (сост. Г. Бекирова), Симферополь: Центр информации и документации крымских татар, 2004.
- Крым и крымские татары в XIX—XX веках: сборник статей, 2005
- Роль Петра Григоренко в крымскотатарском национальном движении / Гульнара Бекирова. — [Симферополь]: [Оджакъ], [2007]. — 31 сек.
- «Мы видели ад на земле…» [Текст]: к 70-летию депортации крымскотатар. народа / сост., общ ред., вступление. очерк — Г. Бекирова. — Киев: Стилос, 2014. — 143 с.

## Награды
- Премия им. Б.Чобан-Заде (2009) за книгу «Крымские татары. 1941—1991»

## Статьи
- Серия статей «Страницы крымской истории»
- Крым — наш. А татары?
- НТБ ГБОУВО РК КИПУ — Бекирова Гульнара Тасимовна